# La tormenta de hielo
La tormenta de hielo (en inglés: The Ice Storm) es una película de 1997 dirigida por Ang Lee. La cinta participó en el Festival de Cannes 1997. Su guion se basa en la novela homónima de Rick Moody.

## Argumento
Ambientada en New Canaan, Connecticut, durante el día de Acción de Gracias de 1973, la película trata de dos familias de clase alta, los Hoods y los Carvers, y las dificultades que tienen para tratar con el tumultuoso clima social y político de la época. La historia transcurre en un breve periodo de tiempo en el que una tormenta de hielo cae sobre el pueblo, justo cuando ambas familias se están descomponiendo a causa del alcoholismo y las infidelidades de los padres y de las búsquedas sexuales de los hijos.

## Sipnosis
En 1973, dos familias de un suburbio acomodado de Connecticut experimentan con el adulterio y el abuso de sustancias durante un fin de semana de Día de Acción de Gracias. Una familia, los Hood, está formada por los padres Ben y Elena y sus hijos, Paul, de 16 años y Wendy, de 14 años. Ben está insatisfecho con su matrimonio y su carrera. 
La otra familia, Jim y Janey Carver y sus hijos, Mikey, de 14 años y Sandy, de 13 años, son vecinos y amigos de los Hood. Ben tiene una aventura con Janey para lidiar con su insatisfacción de la mediana edad. Su esposa, Elena, también está aburrida de su vida y busca recuperar algo de emoción, pero no está segura de cómo hacerlo. La joven Wendy Hood disfruta de los juegos sexuales con los chicos Carver y con sus compañeros de la escuela. Paul Hood se ha enamorado de Libbets Casey, una compañera de clase en el internado al que asiste, aunque su compañero de habitación Francis también está interesado en ella. Ben piensa que Mikey Carver es extraño y retraído, mientras que Sandy, el más joven, experimenta con objetos peligrosos como explosivos de juguete.
Cuando Janey no se presenta a una cita un día, Ben la acusa de perder el interés en el asunto. Janey argumenta que no puede dejar en suspenso las tareas y recados de su propia familia por él. En la noche del viernes después del Día de Acción de Gracias, los Hood discuten cuando Elena se da cuenta de que su marido tiene una aventura con Janey. A pesar de la tensión entre ellos, la pareja sigue adelante con sus planes de asistir a una fiesta del barrio. Jim y Janey Carver también asisten. Resulta ser una "fiesta de llaves", en la que las parejas casadas intercambian parejas sexuales y cada mujer selecciona de un cuenco un juego de llaves de coche que aporta cada hombre. 
Ben bebe cada vez más a medida que avanza la fiesta. Cuando Janey elige las llaves de un hombre más joven, Ben, borracho, se agita y tropieza en el suelo. Después de que lo ayuden a levantarse, se retira al baño para despejarse y permanece allí durante el resto de la noche. Mientras tanto, una tormenta invernal comienza a descender sobre el vecindario.
Los demás participantes de la fiesta de llaves se emparejan y se van hasta que solo quedan Jim y Elena. Ella recupera las llaves de Jim del cuenco y se las devuelve. Después de debatir el tema, Jim y Elena se van juntos, participando en un rápido y torpe encuentro sexual en el asiento delantero del auto de Jim. Jim, lamentando la línea que acaban de cruzar, se ofrece a llevar a Elena a casa. 
Wendy se dirige a la casa de los Carver para ver a Mikey, pero él se ha aventurado en la tormenta de hielo. Encuentra a Sandy, que está enamorado de ella, sola en casa. Le pide a Sandy que se suba a la cama con ella y se quitan la ropa. Beben de una botella de vodka y, después de que Sandy proclame su amor por Wendy, se quedan dormidos juntos. 
Paul es invitado al apartamento de Manhattan de Libbets, pero al llegar, se desilusiona al enterarse de que Francis también fue invitado. Durante toda la noche, el trío bebe cerveza y escucha música. Francis y Libbets también toman pastillas recetadas que se encuentran en el botiquín de la madre de Libbets. Paul confiesa sus sentimientos por Libbets y, en su estupor, le dice a Paul que lo considera un hermano. Paul deja a Libbets y Francis desmayados en el apartamento y apenas logra tomar el tren de regreso a New Canaan.
Mientras tanto, Mikey, que camina bajo la tormenta, queda encantado con la belleza de los árboles y los campos cubiertos de hielo. Se desliza por una colina helada y se sienta en una barandilla. Un momento después, un árbol que cae derriba un cable eléctrico, que se conecta con la barandilla, electrocutándolo fatalmente. 
Jim y Elena también quedan atrapados debido a los árboles caídos y regresan a la casa de los Carver cuando amanece. Elena encuentra a su hija en la cama con Sandy y le dice a Wendy que se vista. Janey también ha regresado a casa, pero está acurrucada en la cama en posición fetal, todavía con su vestido de fiesta. 
Ben, sobrio, está conduciendo de regreso a su casa cuando descubre el cuerpo de Mikey al costado de la carretera. Lleva el cuerpo a la casa de los Carver y las dos familias se unen en el dolor. Wendy abraza al conmocionado y aturdido Sandy en un intento de consolarlo. Jim está devastado, mientras que Janey permanece dormida, ajena a la noticia. Más tarde, Ben, Elena y Wendy conducen hasta la estación de New Canaan para recoger a Paul, cuyo tren se retrasó debido al corte de energía. Una vez que los cuatro están juntos en el auto, Ben se derrumba y llora incontrolablemente al volante mientras Elena lo consuela. Paul observa, evaluando la verdadera causa del dolor de su padre.

## Reparto
- Familia Hood
  - Kevin Kline como Ben (padre).
  - Joan Allen como Elena (madre).
  - Christina Ricci como Wendy (hija).
  - Tobey Maguire como Paul (hijo).
- Familia Carver
  - Jamey Sheridan como Jim (padre).
  - Sigourney Weaver como Janey (madre).
  - Elijah Wood como Mikey (hijo).
  - Adam Hann-Byrd como Sandy (hijo).
- Henry Czerny como George Clair.
- David Krumholtz como Francis Davenport.
- Katie Holmes como Philip Edwards.